# Afrotrichloris hyaloptera
Afrotrichloris hyaloptera, biljka iz porodice trava. Domaće područje ove vrste je od Etiopije do Somalije. Trajnica je i raste prvenstveno u sezonski suhim tropskim biomima.. Odlikuje se sa žilavim stabljikama visine do 70 cm.
Opisana je 1967.